# Stoke Bardolph
Stoke Bardolph est une paroisse civile et un village du Nottinghamshire, en Angleterre.